# Daniela Baumgärtl
Daniela Baumgärtl (* 1984 in Ingolstadt) ist eine deutsche Drehbuchautorin.

## Biografie
Baumgärtl studierte von 2005 bis 2007 Theater-, Film- und Medienwissenschaften an der Universität Wien. Von 2007 bis 2012 folgte ein Studium an der Filmuniversität Babelsberg Konrad Wolf in Drehbuch und Dramaturgie. Während diesem zweiten Studium schrieb Baumgärtl ihre ersten Filme. In den Jahren 2014 und 2015 nahm sie am Fortbildungsprogramm für Serienautoren Serial Eyes teil. Seit 2007 arbeitet sie zudem als Dramaturgin und Lektorin, beispielsweise für das Medienboard Berlin-Brandenburg, ProSiebenSat.1 Media und Script House Berlin. Sie unterrichtet Serienschreiben in Lille, Frankreich, beim Ausbildungsprogramm Eureka des internationalen Festival Séries Mania. 
Baumgärtl ist eine passionierte Hochseeseglerin und Skipperin und im Besitz eines Sportküstenschifferscheins SKS. Ihren 40. Geburtstag feierte sie nach erfolgreicher Überquerung des Atlantiks an Bord einer Segelyacht im Hafen von Port Charles auf Barbados. Sie lebt in Berlin.

## Filmografie
- 2008: Nachtschicht (Kurzfilm)
- 2011: Dígame (Kurzfilm)
- 2011: Dann fressen ihn die Raben (Kurzfilm)
- 2011: Baikonur
- 2012: Sechzehn, was sonst (Kurzfilm)
- 2013: Verliebte Feinde
- 2013: Killing All the Flies (Fernsehfilm)
- 2015: Marry Me – Aber bitte auf Indisch
- 2016: Die Schwalbe
- 2016: Jonathan
- 2020: Tatort: National feminin
- 2021: Kitz (Fernsehserie)
- 2023: Die Flut – Tod am Deich (Fernsehfilm)
- 2024: Tatort: Stille Nacht
- 2025: Welcome Home, baby

## Hörspiele (Auswahl)
Autorin:
- 2011: Suche. Tausche. Biete. Kleinanzeigen und ihre abgründigen Geschichten (7. Folge: Tropical) – Regie: Andrea Getto (Original-Hörspiel – RBB)

## Auszeichnungen
- 2011: Achtung Berlin – New Berlin Film Award für Dígame in der Kategorie Bester Kurzfilm
- 2011: First-Steps-Preis für Dígame in der Kategorie Bester Kurzfilm
- 2013: Sehsüchte-Preis für Killing All the Flies in der Kategorie Beste Produktion
- 2013: Studio-Hamburg-Nachwuchspreis für Killing All the Flies in der Kategorie Beste Produktion